# Аравин, Пётр Васильевич
Пётр Васи́льевич Ара́вин (1908—1979) — советский историк-музыковед

; с 1954 года в течение 25 лет заведующий кафедрой истории музыки Алма-Атинской консерватории, кандидат искусствоведения (1967), профессор (1977). Известный педагог и деятель культуры Казахской ССР, автор многочисленных публикаций по истории музыки народов Казахстана.
Одним из первых применил строгий научный подход к изучению традиционных казахских музыкальных инструментов, жанров и биографий исполнителей, заложив основы самостоятельной казахской школы музыковедения. Труды Аравина много способствовали осознанию национальной самобытности музыкальной культуры Казахстана, популяризации домбры и жанра кюй; его работы вошли в 14-й том фундаментального сборника казахской Академии наук «Классические исследования», а его имя — в биографические и энциклопедические словари России и Республики Казахстан.

## Биография
Родился 10 (23) июня 1908 года в селе Нарышкино Сердобского уезда Саратовской губернии в крестьянской семье. В 1925 году, окончив школу, поступил в Саратовский музыкальный техникум. В 1932-м принят на историко-теоретический факультет Московской консерватории.
Под руководством М. В. Иванова-Борецкого много работал с оригинальными источниками по истории музыки XVIII—XIX веков в московских архивах. Ещё студентом, в 1934 году, в журнале «Советская музыка», опубликовал свою первую статью, посвящённую переписке композиторов М. А. Балакирева и Н. Г. Рубинштейна; а в 1936-м уже выступал лектором-консультантом во время концертов симфонического оркестра в Москве.
С 1938 года работает лектором-музыковедом в Архангельской, а с 1940-го — в Калининской филармонии. Здесь, в Калинине, в апреле 1941 у него родился сын, Юрий, а через три месяца П. В. Аравин пошёл в военкомат — добровольцем.
После войны, в начале 1946, кавалер ордена и четырёх медалей, Пётр Васильевич Аравин был назначен директором Кишинёвской консерватории. В 1948 году, в июне, директор Кишинёвской консерватории вдруг стал рядовым преподавателем консерватории в Алма-Ате, — «по приглашению Ахмета Жубанова». Здесь выяснилось, что у бывшего директора нет даже диплома, и ему пришлось учиться ещё два года, совмещая учёбу с работой, чтобы всё-таки его получить. Так же выяснилось, что историко-теоретический факультет у образованной всего четыре года назад Алма-Атинской консерватории есть, а вот самой истории и теории казахской музыки нет. — Кроме нескольких работ А. Жубанова и знаменитого сборника Затаевича «1000 песен казахского народа» о казахской музыке публикаций почти не было. Оставшуюся жизнь П. В. Аравин посвятил заполнению этого пробела.
В 1954 году на историко-теоретическом факультете появилась кафедра истории музыки, которую он возглавил в статусе преподавателя, и. о. доцента. В 1967 году защитил кандидатскую диссертацию по искусствоведению и стал доцентом, продолжая возглавлять кафедру истории музыки. В 1977 получил звание профессора.
В 1978 году, в концертном зале Алма-Атинской консерватории, в самой торжественной обстановке праздновался 70-летний юбилей профессора, педагога, учёного, Петра Васильевича Аравина, — «формировавшего музыковедение Казахстана на протяжении второй половины XX века». До следующего Дня рождения учёный уже не дожил, скоропостижно скончавшись 23 мая 1979 года. Похоронен в Алма-Ате.

## Творчество
Опубликовав всего несколько статей до войны, по-настоящему к научной работе П. В. Аравин приступил, переехав в Казахстан. Сюда, — видимо, специально с целью усиленной разработки материалов для казахского музыковедения, — в 1948 году его пригласил тогда директор Алма-Атинской консерватории Ахмет Жубанов.
Вспомнив уроки, полученные в годы учения в Москве, Аравин приступил к поиску фактов и документов, связанных с развитием казахской музыкальной культуры, прежде всего в архивах. Он исследовал архивы Алма-Аты, Астрахани, Оренбурга, Москвы и Ленинграда и нашёл множество неизвестных ранее документов. Им открыты новые материалы о Курмангазы и Даулеткерее. По ним документально установлена история судебного преследования Курмангазы, выявлены творческие связи Даулеткерея с русской культурой, впервые обнаружены фотографии и портреты Даулеткерея. На основании собранных материалов П. В. Аравин написал популярную биографию Даулеткерея, ставшую основой его диссертации и множества публикаций о его творчестве.
Также Пётр Васильевич обнаружил, проанализировал и ввёл в научный оборот множество документов, проливавших свет на биографии выдающихся казахских исполнителей, представителей Западно-Казахстанского стиля домбровой музыки, — Сейтека, Мусарали, Аликея, Туркеша и других. Он составил научное описание домбры, установил и разъяснил связь музыкального строя этого инструмента со стилем народных песен, с ритмикой и мелодикой традиционных казахских музыкальных жанров. Наряду с научной работой, П. В. Аравин неотрывно занимался преподаванием, вёл научно-просветительские передачи на телевидении, часто выступал как музыкальный критик или публицист на страницах периодической печати. Его называли «тонким знатоком казахского мелоса».

## Труды
- «М. Л. Мусоргский. Письмо А. Голенищеву-Кутузову»,
- «Три портрета Даулеткерея»,
- «Кюи Даулеткерея»,
- «Жизнь и творчество великого кюйши Даулеткерея»,
- «Звуковая система структуры домбры»,
- «Жанры казахской инструментальной музыки»,
- «Вопросы музыкального стиля Курмангазы»,
- «Жанр „коштасу“ в произведениях Курмангазы»,
- «Социально-эстетическая природа жанра „коштасу“ в казахском музыкальном фольклоре»,
- «Русские ученые XVIII — 1-й половины XIX века о казахской музыке»,
- «Вопросы взаимоотношений музыкальной системы Запада и Востока»,
- «Ритмическая структура казахских песен»,
- «Легенда о Шынтемире и Мактымсулу»,
- Куддус Кужамьяров, М., 1962;
- Великий кюйши Даулеткерей, А., 1964;
- Ахмет Жубанов. Очерки творческой жизни. А., 1966;
- Степные созвездия. Очерки и этюды о казахской музыке, А., 1978;
- Даулеткерей и казахская музыка XIX в. (монография), М., 1983.

## Награды
- Медаль «За трудовое отличие» (3 января 1959) — за выдающиеся заслуги в развитии казахского искусства и литературы и в связи с декадой казахского искусства и литературы в гор. Москве